# Ctenophthalmus uncinatus
Ctenophthalmus uncinatus är en loppart som först beskrevs av Wagner 1898.  Ctenophthalmus uncinatus ingår i släktet Ctenophthalmus och familjen mullvadsloppor.

## Underarter
Arten delas in i följande underarter:
- C. u. uncinatus
- C. u. koshanini